# ماريكو هوندا
ماريكو هوندا (باليابانية: 本多真梨子؛ بالكانا: さくらの ひよ) هي مؤدية صوت ومغنية يابانية، ولدت في 3 أكتوبر 1986 في كاناغاوا في اليابان.

## أدوارها في الأنمي
- بانتشلاين - أكينا إيريداتسو

## وصلات خارجية
- ماريكو هوندا على موقع IMDb (الإنجليزية)
- ماريكو هوندا على موقع ميوزك برينز (الإنجليزية)
- ماريكو هوندا على موقع ديسكوغز (الإنجليزية)
- ماريكو هوندا على موقع كينوبويسك (الروسية)
- ماريكو هوندا على موقع ANN person (الإنجليزية)